# Manolo Mejía
Víctor Manuel Mejía Ávila dit « Manolo Mejía », né le 21 mai 1965 à Mexico (Mexique), dans le quartier de Tacuba, est un matador mexicain.

## Présentation

### Carrière
- Débuts en public : Ojo de Agua (Mexique, État de Mexico) le 15 avril 1973 aux côtés de Gilberto Ruiz, Torres, José Felipe González et José Cajigal. Becerros de la ganadería de Montecristo.
- Débuts en novillada avec picadors : Ciudad Satélite (Mexique, État de Mexico) le 25 mai 1980.
- Présentation à la Plaza Monumental de Mexico : 2 août 1981 aux côtés de Félix Briones hijo et Rafael Carmona. Novillos de la ganadería de Corlomé.
- Alternative : León de los Aldama (Mexique, État de Guanajuato) le 22 janvier 1983. Parrain, Eloy Cavazos. Témoins, Antonio Lomelín et Miguel Espinosa « Armillita ». Taureaux de la ganadería de San Martín.
- Confirmation d’alternative à Mexico : 27 janvier 1985. Parrain, Antoñete ; témoin, Eloy Cavazos. Taureaux de la ganadería de Santiago.
- Confirmation d’alternative à Madrid : 3 juillet 1984. Parrain, Jorge Manrique ; témoin, Julio Norte. Taureaux de la ganadería de José Escolar Gil.